# Umkomaas
Umkomaas – miasto, zamieszkane przez 2716 ludzi, w Republice Południowej Afryki, w prowincji KwaZulu-Natal.
Umkomaas jest miastem położonym nad brzegiem Oceanu Indyjskiego, założonym w roku 1861, jako punkt przeładunkowy eksportu cukru. Położone jest u ujścia rzeki Mkhomazi.